# 勢至堂トンネル
勢至堂トンネル（せいしどうトンネル）は、福島県須賀川市から郡山市に至る道路トンネルである。

## 概要
- 全長 : 1,147.0m
- 全幅 : 6.0（8.5）m
- 有効高 : 4.7m
- 工法：NATM工法（上部半断面先進工法）
- 竣功 : 1994年7月
- 施工 : 星野組・三柏工業・陰山組特定建設工事共同企業体

須賀川市勢至堂から郡山市湖南町三代に至り、国道294号を通す。勢至堂峠の急勾配、急カーブ、狭隘区間の解消のため、1988年度より国道改築工事事業として建設された。1989年2月10日に起工式が行われ、1993年7月30日に貫通、1994年11月28日に開通した。総工費は29億5100万円。旧道は勢至堂集落内を通過した後廃道となり、通行不能となっている。
2003年（平成15年）には北方にある黒森峠にも新たなトンネルが開通し、県南地方と会津地方の交流に一役買うことになった。